# 홍계희 묘
홍계희 묘는 대한민국 경기도 용인시 처인구 모현면 일산리에 있다. 1992년 10월 12일 용인시의 향토문화재 제37호로 지정되었다.